# Boubacar Dialiba
Boubacar Dialiba, né le 13 juillet 1988 à Dakar au Sénégal, est un footballeur international sénégalais qui évolue au poste de milieu de terrain. Il possède également la nationalité bosnienne.

## Biographie
Boubacar Diabang Dialiba commence sa carrière en 2006 au FK Željezničar, en Bosnie.
En 2008, il rejoint le Real Murcie, club évoluant en deuxième division espagnole. Après une seule saison en Espagne, il signe en faveur de l'équipe belge du FC Malines.
Toujours en 2008, Boubacar Dialiba joue son premier match international avec la Bosnie-Herzégovine, sous le maillot des espoirs. À l'occasion de ce match, Boubacar marque un but. 
Boubacar Dialiba reçoit sa 1re sélection en équipe du Sénégal le 29 février 2012, lors d'un match amical face à l'Afrique du Sud.